# Paraganus spinosus
Paraganus spinosus är en insektsart som beskrevs av Rauno E. Linnavuori 1955. Paraganus spinosus ingår i släktet Paraganus och familjen dvärgstritar. Inga underarter finns listade i Catalogue of Life.